# Liste der Naturschutzgebiete im Landkreis Leipzig
Im Sächsischen Landkreis Leipzig gibt es 20 Naturschutzgebiete (Stand März 2017).
| Name des Gebietes            | Bild           | Kennung | WDPA   | Landkreis / Stadt                          | Beschreibung / Bemerkungen | Standort | Fläche in Hektar | Datum der Verordnung |
| ---------------------------- | -------------- | ------- | ------ | ------------------------------------------ | -------------------------- | -------- | ---------------- | -------------------- |
| Alte See - Ruhmberg          | weitere Bilder | L 18    | 162096 | Landkreis Leipzig                          |                            | Position | 266              | 2015                 |
| Am Spitzberg                 | weitere Bilder | L 55    | 318110 | Landkreis Leipzig                          |                            | Position | 160              | 2001                 |
| Bockwitz                     | weitere Bilder | L 60    | 318212 | Landkreis Leipzig                          |                            | Position | 545,4            | 1999                 |
| Döbener Wald                 | weitere Bilder | L 17    | 14518  | Landkreis Leipzig                          |                            | Position | 190              | 1961                 |
| Dornreichenbacher Berg       | weitere Bilder | L 13    | 162789 | Landkreis Leipzig                          |                            | Position | 39,04            | 1984                 |
| Eschefelder Teiche           | weitere Bilder | L 29    | 9352   | Landkreis Leipzig                          |                            | Position | 267,03           | 1967                 |
| Haselberg-Straßenteich       | weitere Bilder | L 49    | 163540 | Landkreis Leipzig                          |                            | Position | 39               | 1991                 |
| Hinteres Stöckigt            | weitere Bilder | L 31    | 163690 | Landkreis Leipzig                          |                            | Position | 31,13            | 1997                 |
| Kirstenmühle-Schanzenbachtal | weitere Bilder | C 93    | 389615 | Landkreis Mittelsachsen, Landkreis Leipzig |                            | Position | 277              | 1961                 |
| Kleiner Berg Hohburg         | weitere Bilder | L 39    | 164118 | Landkreis Leipzig                          |                            | Position | 40,6             | 1961                 |
| Kohlbachtal                  | weitere Bilder | L 53    | 164184 | Landkreis Leipzig                          |                            | Position | 244              | 1991                 |
| Kulkwitzer Lachen            | weitere Bilder | L 43    | 164294 | Landkreis Leipzig                          |                            | Position | 35,67            | 1961                 |
| Pfarrholz Groitzsch          | weitere Bilder | L 27    | 164992 | Landkreis Leipzig                          |                            | Position | 41,6             | 1995                 |
| Polenzwald                   | weitere Bilder | L 12    | 165019 | Landkreis Leipzig                          |                            | Position | 111,4            | 1991                 |
| Prießnitz                    | weitere Bilder | L 28    | 165039 | Landkreis Leipzig                          |                            | Position | 59,77            | 1967                 |
| Rohrbacher Teiche            | weitere Bilder | L 19    | 165207 | Landkreis Leipzig                          |                            | Position | 77,87            | 1990                 |
| Rückhaltebecken Stöhna       |                | L 57    | 319013 | Landkreis Leipzig                          |                            | Position | 293,4            | 1992                 |
| Schmielteich Polenz          | weitere Bilder | L 58    | 319083 | Landkreis Leipzig                          |                            | Position | 37,7             | 1999                 |
| Streitwald                   |                | L 30    | 16794  | Landkreis Leipzig                          |                            | Position | 73,67            | 1961                 |
| Wachtelberg-Mühlbachtal      | weitere Bilder | L 47    | 166121 | Landkreis Leipzig                          |                            | Position | 23,1             | 1985                 |